# Мятеж в Герате (1979)
Мятеж в Герате  — антиправительственный мятеж, вспыхнувший 15 марта 1979 года на западе Демократической Республики Афганистан вследствие социально-экономических реформ президента ДРА Нур Мухаммеда Тараки в 1978 году негативно воспринятых афганским обществом ввиду нарушение канонов ислама, многовековых традиций и привычного уклада жизни.

Всплеск социальной напряжённости и антиправительственных настроений политикой Правительства привёл к череде массовых протестных выступлений в различных регионах страны.

— Так, в середине марта 1979 года, в третьем по величине городе Афганистана — Герате, конфликт с представителями власти перерос в вооружённый мятеж.

— Радикально настроенные исламисты, при поддержке военнослужащих 17-й пехотной дивизии ВС ДРА, дислоцированной в провинции и в самом городе Герат (общая численность в 1979 году составляла свыше 250 тысяч человек), используя недовольство части гражданского населения реформами подняли антиправительственный мятеж.

— Численность вовлечённых в мятеж превысила двадцать тысяч человек.

Вооружённые столкновения восставших с правительственными силами привели к гибели более двух тысяч человек, в том числе троих советских граждан.
— Произошедшие драматические события послужили поводом к очередному обращению Правительства ДРА к советскому руководству — с просьбой о вводе войск. Однако, изучив сложившуюся обстановку, проведя консультации и обсуждения вопроса в специально созданной комиссии Политбюро ЦК КПСС отказалось вмешиваться в афганский внутриполитический конфликт. В быстром ходе развития событий, мятежники захватили город и удерживали его на протяжении одной недели.

Несмотря на масштаб мятежа, Правительственным войскам, спустя неделю, собственными силами всё же удалось вернуть контроль над городом, однако больших жертв среди гражданского населения избежать не удалось.

## Герат. Географическое положение и роль в регионе
Герат — древний город, расположен на Великом шёлковом пути, один из главных центров исторической области Хорасан, большей частью заключённой в границах современного Ирана и исторически относящийся к иранской цивилизации. Герат находится в близости к государственной границе с Ираном и продолжает оставаться тесно связанным культурными, историческими и религиозными связями со своим западным соседом.

Национальный состав провинции и города Герата разнообразен: таджики, фарсиваны (персы — парсы), пуштуны, хазарейцы, чараймаки, туркмены, узбеки, афшары, кызылбаши, курды и другие.

## Предшествующие события
После пятилетнего правления сердара (афг. князь, принц) Мохаммада Дауда (1973—1978), крупного военачальника и бывшего Премьер-министра (1953—1963), пришедшего к власти в Кабуле в 1973 году путём свержения своего двоюродного брата — короля Захир-шаха (последнего представителя афганской монархии), подавившего ряд антиправительственных заговоров и приведшего страну к диктатуре — к власти в Кабуле пришли лидеры Народно-демократической партии Афганистана Нур Мухаммед Тараки и Хафизулла Амин.

— Победа Апрельской «Саурской» революции под руководством НДПА апреля 1978 года способствовала сближению индустриально отсталого ДРА с северным соседом Советским Союзом. Генеральный секретарь НДПА Н. М. Тараки, объявил тогда о приверженности курса идеям социализма и вступлении на путь социалистических преобразований.

— В Москве его слова встретили с воодушевлением и стали рассматривать Афганистан, как дружественное, социалистически ориентированное государство. Историческим примером были: Монголия и республики Советские республики Средней Азии.

На межгосударственном уровне добрососедские отношения были закреплены, подписанием 5 декабря 1978 года в Москве «Договора о дружбе, добрососедстве и сотрудничестве между СССР и Демократической Республикой Афганистан (ДРА)».
— Первостепенными мерами в управлении государством, руководство ЦК НДПА в лице Н. М. Тараки определило реализацию кардинальных социально-экономических реформ, вошедших в противоречие с фундаментальными социально-религиозными традициями и устоями афганского общества, вызвала массовое недовольство в различных слоях населения и привело к резкой активизации вооружённого сопротивления, переросшего вскоре Гражданскую войну.

— Летом 1978 года, в среде военнослужащих частей и соединений ВС ДРА, дислоцированных в Кабуле, западными спецслужбами велась антиправительственная агитационная деятельность и пропаганда — распространялись листовки с призывом: «вступить на тропу войны за очищение Афганистана от коммунистов и русских».

В итоге в первые месяцы «Апрельской революции» 1978 года из ВС ДРА дезертировала часть военнослужащих, перешедших пакистанскую границу и вступивших в формируемые на сопредельной территории вооружённые отряды антиправительственных сил.

— В конце июня 1978 года в войсках был раскрыт крупный заговор под руководством бывшего командира полка, ранее уволенного с военной службы ВС ДРА. Росло число военачальников, командного состава ВС ДРА реакционно настроенных против официальной власти.
— К 1979 году внутриполитическая обстановка в Афганистане стала ещё более напряжённей. В крупных городах различных провинций, один за другим, вспыхивали народные волнения, перерастающие в разные по масштабу вооружённые мятежи.

— В январе 1979 года правительственным войскам в центральных провинциях, в частности в Хазараджате, где влияние Кабула было традиционно слабым, было оказано вооруженное сопротивление, также имели место антиправительственные выступления в Нуристане.

— Исламские оппозиционные организации, взросшие в самостоятельные партии из партии «Мусульманская молодёжь» — Исламская партия Афганистана и Исламское общество Афганистана расположили в Пакистане на границе с Афганистаном сеть военных учебных центров (тренировочных баз), где проходили подготовку будущие военные специалисты (диверсанты) для проведения террористических акций против законной власти ДРА.

Прибывшие в страну и прошедшие подготовку в иностранных учебных центрах группы исламских радикалов, организовали на территории ДРА набор в отряды оппозиции среди местного населения. Также резко усилилась антиправительственная пропаганда в среде военнослужащих ВС ДРА, имевшая целью создание новых оппозиционных вооруженных формирований.

— С образованием антиправительственных афганских исламских партий, в сопредельных с ДРА государствах, в общинах афганских беженцев начался активный набор в центры по подготовке членов вооружённых формирований.

В дальнейшем, сеть этих центром была расширена. К подготовке были привлечены иностранные военные инструкторы: в отряды вербовали молодёжь из числа неимущих крестьян и беженцев, остро нуждающихся в финансовых средствах. Однако было не мало и идейных оппозиционеров.

— Начиная с конца 1978 года началась обратная засылка в Афганистан подготовленных за рубежом боевых отрядов и групп, масштабы вооруженного сопротивления правительству ДРА нарастали.

В целом ряде провинций участились диверсионные и террористические акты отрядов оппозиции, случаи блокирования дорог и трасс, уничтожение линий электропередач и связи, преследование и ликвидация лояльных правительству мирных граждан.
— Лидеры оппозиционных партий Союза афганских моджахедов «Пешаварской семёрки» — Исламское общество Афганистана и Исламская партия Афганистана дестабилизировали внутриполитическую обстановку, вносили раскол в обществе, настраивали население против законной власти, чем ослабляли правящий режим, чтобы захватить власть в свои руки..

## Причины мятежа
Последствия аграрной реформы в Герате не было столь критическим, как в других регионах, поскольку крупные землевладельцы жили преимущественно в городе и не соприкасались в сельскими фермерами.
К высшей эскалации конфликта в Герате привели ряд факторов: преследование властью клерикального духовенства, исламских богословов и традиционных элит (шейхов, пиров, улемов); государственная политика по борьбе с безграмотностью; пропаганда социалистических (коммунистических) идей, а также образование в медресе смешанных (разнополых) классов.

## Мятеж
Накануне мятежа в городе Герат, уже имели место вспышки народных волнений, но наиболее массовый характер они приняли 15 марта 1979 года. Во многих районах Герата, и его окрестности, недовольные властью местные жители стали собираться у мечетей и после проповедей и призывов священнослужителей, вышли на шествие по улицам города.
— К протестующим присоединилась большая масса горожан. Толпа, шествующая по улицам Герата скандировала «Аллаху Акбар», в городе начались разного рода провокации: нападения на объекты органов власти, правительственные здания и сооружения; охота на государственных служащих; преподавателей учебных заведений, школ; на сарлучи — людей «не благочестивых» (по мусульманскому этикету) с не покрытыми головами, вооружённые налёты на торговые точки, магазины и базары.

— Город погрузился в хаос, на улицах орудовали мародёры. Граждан, связанных с государственных службой, уничтожали на месте. Трое советских граждан были убиты, других погибших из числа иностранцев зафиксировано не было. По данным ряда источников, тела растерзанных советских советников и других убитых восставшие демонстративно пронесли по улицам города, другие источники этот факт отрицают.

— Личный состав 17-й пехотной дивизии Вооружённых сил ДРА, на которую возлагались обязанности обеспечения порядка и безопасности в городе сам присоединился к восставшим, вооружив вынесенным со складов оружием и боеприпасами. Мятежники удерживали город на протяжении недели.

— С началом мятежа в Герате руководство Афганистана в очередной раз обратилось к Советскому Правительству с просьбой об оказании военной помощи.

В телефонном разговоре Председателя Совета Министров СССР Косыгина А. Н. и Президента Афганистана Н. М. Тараки 18 марта, руководитель афганского государства констатировал, что обстановка в стране напряжённая и продолжает ухудшаться.

— В течение последних полутора месяцев с иранской стороны в Афганистан было заброшено около 4 тысяч военнослужащих Исламской Республики Иран в гражданской одежде, которые проникли в город Герат и в воинские части ВС ДРА. Что в текущий момент вся 17-я пехотная дивизия перешла в их руки, включая артиллерийский полк и зенитный дивизион, который ведут огонь по правительственным самолётам

Говорилось также, что в городе продолжаются бои. На стороне правительственных сил осталась незначительная часть военных, остальные перешли на сторону мятежников и активной поддержки местного населения ожидать не приходится, поскольку оно почти целиком оказалось под влиянием шиитских лозунгов: «Не верьте безбожникам, а идите за нами».

«Мы считаем, что сегодня вечером или завтра утром Герат падёт и будет полностью в руках противника» — заключал, Н. М. Тараки

«Мы просим, чтобы вы оказали практическую и техническую помощь людьми и вооружением. В противном случае мятежники пойдут в сторону Кандагара и дальше в сторону Кабула. Они приведут половину Ирана в Афганистан под флагом гератской дивизии. Вернутся афганцы, которые убежали в Пакистан.

Иран и Пакистан работают по одному плану против нас. И поэтому, если вы нанесете сейчас по-настоящему удар по Герату, то можно будет спасти революцию…

Пока будете советоваться, Герат падёт, и будут ещё большие трудности и для Советского Союза, и для Афганистана…. Предлагаю, чтобы вы на своих танках и самолётах поставили афганские знаки, и никто ничего не узнает. Ваши войска могли бы идти со стороны Кушки и со стороны Кабула»— Нур Мухаммед Тараки

Нет офицерских кадров. Иран посылает в Афганистан военных в гражданской одежде. Пакистан посылает также в афганской одежде своих людей и офицеров. Почему Советский Союз не может послать узбеков, таджиков, туркменов в гражданской одежде?

Никто их не узнает…. Хотим, чтобы к нам послали таджиков, узбеков, туркменов, для того чтобы они могли водить танки, так как все эти народности имеются в Афганистане.

Пусть наденут афганскую одежду, афганские значки, и никто их не узнает. Это очень лёгкая работа, по нашему мнению. По опыту Ирана и Пакистана видно, что эту работу легко делать. Они дают образец— Нур Мухаммед Тараки

### Гибель Советских граждан
Обстоятельства гибели советских граждан 17 марта 1979 года во время мятежа в Герате:

— Бизюков Николай Яковлевич — майор, советник заместителя командира 17-й пехотной дивизии ВС ДРА по технической части (танковый специалист). В Афганистан был направлен в 1978 году в качестве военного советника. Стал первым из советских военнослужащих, погибших в Афганском конфликте: во время мятежа задержался при эвакуации с базы, зачем-то вернувшись в дом. На обратном пути машину остановили вооружённые люди. Шофёра-афганца не тронули, а Н. Я. Бизюков «был забит камнями и разорван на куски»

— Богданов Юрий Борисович — советский гражданский специалист, в Герате занимался скупкой шерсти: мятежники застали Ю. Б. Богданова и его беременную жену на арендованной ими вилле. Богданов успел помочь супруге перебраться через забор к соседям — афганцам, которые укрыли женщину от разъяренной толпы. Женщина отделалась переломом ноги, а «Богданова Ю. Б. обезумевшие мятежники растерзали и надругалась над его телом».

— Концов Яков Федорович — специалист министерства нефтяной промышленности СССР, нефтяник. В Афганистане занимался разведкой нефтяных месторождений: во время мятежа вместе с другими специалистами был эвакуирован в городскую гостиницу. К зданию рвались разъяренные афганцы, которых остановил лишь залп артиллерии. Когда бунтовщики отступили, Я. Ф. Концов вышел на крыльцо гостиницы, чтобы проверить обстановку и тут же «получил автоматную очередь в живот от мятежников. Рана оказалась смертельной».

## Организаторы мятежа
На начальном этапе мятеж не имел единого руководства, формирования афганских военных из 17-й пехотной дивизии находились под командованием офицеров Сардара Яграна и Расула Балоха, позже в неё вошли Исмаил-хан и Алауддин-хан, входившие в партию «Джамиат-и-Ислами» Исламское общество Афганистана Бурхануддина Раббани. Исмаил-хан, позже ставший эмиром «Джамиат-и-Ислами» в провинции Герат и крупным полевым командиром на западе Афганистана, по свидетельству участников мятежа не играл ведущей роли в его управлении

Вместе с тем, по данным научного деятеля Института востоковедения и письменного наследия Академии наук Республики Таджикистан — доктора исторических наук К. Искандарова, занимающегося исследованием региональных конфликтов в Центрально-азиатском регионе, Мохаммад Исмаил-хан входил в число организаторов и был одним из командиров вооруженного мятежа.

Именно по приказу Исмаил-хана, перед самым началом бомбардировки правительственной авиацией расположения дивизии, со складов военного соединения, заблаговременно было вывезено всё оружие и боеприпасы, и розданы мятежникам.

По его же приказу, мятежные военнослужащие 17-й пехотной дивизии открыли ворота городской тюрьмы, выпустив на волю сотни узников. После подавления правительственными войсками мятежа Исмаил-хан покинул страну.

## Подавление мятежа
Официальный Кабул предпринял все возможные меры по удержанию контроля над стратегическим — третьим по величине, городом Афганистана. На подавление мятежа были брошены силы 4-й и 15-й бронетанковых бригад из Пуль-е-Чархи. Учитывая удалённость дислокации верных себе войск, Премьер-министр ДРА Хафизулла Амин приказал майору генералу Сайеду Мухарам, командовавшему в тот момент гарнизоном в городе Кандагар следовать в Герат и взять под управление группировку правительственных войск.

20 марта в Герат прибыла колонна генерала Сайеда Мухарама из 30 танков и 300 военных, размахивающими зелёными флагами и Коранами, чтобы заставить мятежников поверить, что мятеж распространился на всю страну. Эта военная хитрость позволила правительственным войскам проникнуть в город и овладеть им. Город был подвергнут авиабомбардировке Ил-28, прилетевших из авиабазы Шинданд.

## Анализ политической обстановки и реакция СССР
Мятеж в Герате раскрыл советскому руководству глаза на фактическое состояние дел внутри Афганистана. Повторяющиеся просьбы Президента ДРА Нур Мухаммеда Тараки об участии Советских войск в подавлении восстания, не находили в Политбюро поддержки. На встрече с представителями афганского руководства 17 марта 1979 года, министр иностранных дел СССР Громыко А. А. выразил серьёзную озабоченность событиями в Герате, сказав что «мы ни при каких обстоятельствах мы не можем потерять Афганистан». Вместе с тем другой член Политбюро, Алексей Косыгин в консультациях в Политбюро, выразил недоверие руководству ДРА, сославшись на то, что «Амин и Тараки скрывают от нас истинное положение дел».

На следующий день в телефонном разговоре с А. Н. Косыгиным, Н. М. Тараки с сожалением сетовал, что не может более полагаться на афганские вооруженные силы, включая тех, кто проходил обучение в Советском Союзе.

— С каждым разом просьбы о военной помощи со стороны Советского Союза звучали всё более убедительнее. Н. М. Тараки просил ввести войска на бронетехнике с советскими солдатами из Советских Республик Средней Азии (этнических групп проживающих в северном Афганистане), переодетых в афганскую военную одежду. Однако эти обращения остались безуспешными, и продолжительное время Политбюро ЦК КПСС первоначально придерживалось политики невмешательства. При посещении с официальным визитом Президента ДРА Н. М. Тараки Москвы 20 марта, А. Н. Косыгин довёл до него советскую внешнюю политику СССР в отношении Афганистана:

«… мы тщательно изучили все аспекты этой акции и пришли к выводу, что если наши войска будут введены, ситуация в вашей стране не только не улучшится, но и ухудшится. Нельзя отрицать, что нашим войскам придется сражаться не только с иностранными захватчиками, но и с определённым количеством ваших людей. И люди этого не прощают…»— А.Н. Косыгин
Однако, в течение ближайших месяцев, СССР оказал ДРА военную помощь, направив большое количество военной техники: танки Т-62, истребители МиГ-21 и боевые вертолёты Ми-24, а также спец.персонал по их обслуживанию.

Несмотря на значительную военную помощь, политическая обстановка в ДРА продолжала ухудшаться: мятежи вспыхнули в городах: Джалалабад, Асмар, Газни, Нахрин и в других городах, в августе 1979 года восстал «Бала-Хиссар» — крепость в центре Кабула.

Несмотря на то, что все мятежи были кроваво подавлены, было очевидно: власть в Кабуле доживает последние месяцы.

## Реформы Правительства Н. Тараки
Правительство Демократической Республики Афганистан, поставило цель за короткий срок реализовать коренные преобразования в области: социальной сферы, экономики, идеологии, культуры, технического прогресса, науки и образования, направленные на улучшение условий жизни и духовного развития народа Афганистана":

— Указ № 6 Революционного совета ДРА освободил около 11 миллионов безземельных и малоземельных крестьян от долговой зависимости ростовщиков;

— Указ № 7 был направлен на воспитания подрастающего поколения: рабочих и крестьян, также устанавливал равноправие мужчин и женщин;

— Указ № 8 «О земельной реформе»: «освобождения афганского крестьянина от векового гнёта феодалов».

«Под руководством НДПА были созданы общественные организации молодежи, женщин и профсоюзы, которые должны были стать помощниками партии в выполнении революционных задач. Было открыто более 600 новых школ, курсы ликвидации неграмотности. В соответствии с новой национальной политикой стали издаваться газеты на языках национальных меньшинств — узбекском, туркменском и белуджском, а также преподавание в школах и радиовещание на этих языках»— В. Г. Коргун «История Афганистана»

### Земельная реформа
Суть земельной реформы по декрету № 8 состояла в изъятии у крупных собственников земли малеков излишков земли площадью 6 га и безвозмездная передача крестьянам. По официальным данным, к середине июля 1979 года у 33 тысяч малеков было изъято 666 тысяч га земли, которые государство бесплатно передало 297 тысячам крестьянам. Тем самым были затронуты интересы 272 тысяч средних и крупных землевладельцев. Из числа 22 тысяч землевладельцев наиболее крупных землевладельцев всего лишь 7 тысяч, у которых в собственности находятся около 1 миллион га самых хороших земельных угодий.

По убеждению консервативного населения эта политика воспринималась, как посягательство власти на частную земельную собственность, благословлённую в сознании афганцев религией и вековыми традициями.

Вспоминая об этих реформах и к чему они привели, президент Афганистана Мохаммад Наджибулла (1986—1992) резюмировал:

«Мы начали аграрную реформу не с того конца, разрушая сложившиеся производственные отношения, не считаясь с национальными обычаями, традициями и правами»— Мохаммад Наджибулла

### Реформы в других областях
— Декретом Революционного совета № 6 от 12 июня 1978 года была аннулирована задолженность крестьян ростовщикам и помещикам. Эта мера коснулась 75 % крестьян, в итоге (по оценке специалистов министерства сельского хозяйства ДРА) 11 миллионов крестьян были освобождены от уплаты долгов ростовщикам и крупным землевладельцам.

— В октябре 1979 года, специальным декретом правительства ДРА женщинам были предоставлены равные права с мужчинами. Был установлен минимальный возраст вступления в брак (18 лет для мужчины и 16 лет для женщины), отменены принудительные браки и запрещён древний обычай, предусматривающий выкуп невесты. В школах стали создавать смешанные (мальчиков и девочек) классы.
Правительство Н. Тараки поставило цель обучить грамоте в текущие пять лет — 8 млн мужчин, женщин и внешкольной молодёжи в возрасте от 8 до 50 лет. Для решения этих задач в государственный учреждениях, ВС, кишлаках, на предприятиях, стали функционировать курсы ликбеза. Однако консервативное сельское население не приняло и даже воспротивилось этим новшествам:

«Именно на данной почве имели место первые случаи вооружённой конфронтации между властями и сельскими жителями»— Слинкин М. Ф..

## Оценка иностранных аналитиков
С точки зрения иностранных военных аналитиков, занятых изучением событий Афганской войны (1979—1989), официальный Кабул стремился преподнести руководству СССР картину, что мятеж в Герате был организован Ираном, связывая события месячной давности и победы Исламской революции в сопредельном государстве.

— Отношения между Исламской республикой Иран Аятоллы Хомейни и социалистически ориентированной ДРА были напряженными. Руководство НДПА предполагало наличие сговора между иранскими аятоллами и шиитскими общинами Герата, составляющими половину населения города. Иностранные аналитики считают, что возвращение 4000 афганских рабочих из Ирана в Афганистан было использовано властью в Кабуле в пропагандистских целях, заявившим, что в Герат проникли иранцы, переодетые в афганскую одежду.

— Анализ деятельности различных антиправительственных сил в Афганистане в 1979 году и их роль Гератском мятеже, некоторыми военно-политическими аналитиками представляется, как восстание анти-пуштунского движения, назревшее в представляющей существенную долю населения города — персидской общине Герата, против местных пуштунских племён.

По убеждению других, восстание Герата было примером организованного мятежа, в отличие от спонтанных антиправительственных восстаний, которые произошли в других частях страны.

— Бытует также мнение, что мятеж в Герате стал визитной карточкой Бурхануддина Раббани, духовного лидера исламской партии ИОА и разработанной им стратегии распространения военного переворота в военную среду, при поддержки народных масс. Указывается на связь агентов ИОА с военнослужащими 17-й пехотной дивизии (командирами Исмаил-ханом и Алауддин-ханом) и их отношения с духовенством, кто читал проповеди мятежникам накануне мятежа.

— По данным одного из аналитиков, установлено, что за несколько недель до мятежа, штаб-квартира ИОА в Мешхеде установила связь с офицерами 17-й пехотной дивизии. Есть логические выводы третьих аналитиков, которые считают, что отсутствие координации между военными и гражданскими повстанцами, а также хаотический и непредсказуемый характер восстания указывают, на то, что мятеж был спонтанным, а не плановым.

## Иностранная литература
- «Islam and Resistance in Afghanistan» Olivier Roy Рой, Оливье (1992). «Ислам и сопротивление в Афганистане». Кембридж : Пресса Кембриджского университета. С. 86-92, 93, 108 ISBN 978-0-521-39700-1
- «Revolution Unending: Afghanistan» 1979 to the Present.p. vi Gilles Dorronsoro 2005 Дорронсоро, Жиль (2005). «Революция бесконечна. Афганистан» Лондон: Херст с. 97-102 ISBN 1-85065-703-3
- Urban, Mark (1990). «Война в Афганистане» Лондон: Палгрейв Макмиллан c. 30. ISBN 0-333-51477-7 Two:1979 Глава Resistance in the provinces grows; the Herat revolt; demoralisation in the Army; Amin in the ascendant; Soviet invasion preparations; invasion с. 21
- Giustozzi, Antonio (2009) «Empires of mud» Империи грязных войн и полевых командиров в Афганистане. Лондон: Hurst & Company с. 64, 212 ISBN 978-1-85065-932-7
- Anthony James Joes «Resisting Rebellion the History and Politics of Counterinsurgency» (2006) Джо Энтони Джеймс (2004) «Сопротивление восстанию: история и политика борьбы с повстанцами» Лексингтон Ки: Университетская пресса Кентукки. (недоступная ссылка) ISBN 0-8131-2339-9
- Maley, William «The Afghanistan wars» Уильям Малей (2002). Войны в Афганистане Палгрейв Макмиллан с.30-31. ISBN 978-0-333-80291-5
- Diego Cordovez, Selig S. Harrison Д. Кордовез; С. Хариссон; Селиг; Корвеж, Диего (1995). «Из Афганистана: внутренняя история вывода Советского Союза» Нью-Йорк: «издательство Оксфордского университета» с. 36-37. ISBN 0-19-506294-9
- «The Fragmentation of Afghanistan: State Formation and Collapse in the International System» Rubin Barnett R. (EN) Рубин Барнетт (1995) «Фрагментация Афганистана» Нью-Хейвен: Пресс- конференция Йельского университета с. 120. ISBN 0-300-05963-9
- «The Sickle and the Minaret: Communist Successor Parties in Yemen and Afghanistan after the Cold War» Ishiyama, John
- «КОММУНИЗМ iv. В Афганистане» COMMUNISM iv. In Afghanistan. Encyclopædia Iranica (недоступная ссылка)